# ケリー・ギルバート
ケリー・ギルバート（Kerrea Kuche Gilbert, 1987年2月28日 - ）はイングランド出身の元サッカー選手。ポジションはディフェンダー。Kerreaという珍しいスペルは「ケリー」と発音する。
アーセナルではローレン・エタメ・マイヤー、エマヌエル・エブエに続く右サイドバックとして、積極的な攻撃参加と精度の高いクロスを評価されカップ戦などで重用された。
アーセナルのユースチームではキャプテンを務めていたこともあり、統率力や精神力は抜群で将来のアーセナルのキャプテン候補の一人だったが、2010年オフにアーセナルから放出された。

## 所属クラブ
- アーセナル 2005年-2010年 
  -  カーディフ・シティ (loan) 2006-2007
  -  サウスエンド・ユナイテッド (loan) 2007-2008
  -  レスター・シティ (loan) 2008-2009
  -  ピーターバラ・ユナイテッドFC (loan) 2010
- ヨーヴィル・タウンFC 2011-2012
- シャムロック・ローヴァーズFC 2012
- メイデンヘッド・ユナイテッドFC 2013
- セント・アルバンズ・シティFC 2014